# المخطط الإرهابي في النرويج 2010
كان مخطط الإرهاب في النرويج عام 2010 مؤامرة لتفجير صحيفة يولاندس-بوستن الدنماركية وقتل رسام الكاريكاتير كورت فيسترغارد. وأدين رجلان على صلة بالقاعدة بالمؤامرة، بينما تمت تبرئة شخص ثالث من تهم الإرهاب.

## خلفية
بعد التحقيقات التي أجرتها المخابرات النرويجية بالتعاون مع المخابرات الأمريكية والبريطانية، تم القبض على ثلاثة رجال مقيمين في النرويج في 8 يوليو 2010، فيما وصف بأنه جزء من أكبر شبكة إرهابية تم الكشف عنها منذ هجمات 11 سبتمبر. يُعتقد أن الرجال جزء من خلية تابعة للقاعدة في النرويج لها صلات بالشبكة المسؤولة عن مؤامرة مترو أنفاق مدينة نيويورك عام 2009 والمملكة المتحدة،  ووجهت إليهم تهمة التآمر لارتكاب عمل إرهابي واحد أو أكثر في النرويج. يُعتقد أن المؤامرات قد أمر بها صالح الصومالي، وأن لها صلات مع عدنان كلشير الشكري جمعة. كان اثنان على الأقل من المشتبه بهم يحضرون بانتظام المركز الثقافي الإسلامي في ساربسبورج، وهو مسجد متشدد معروف بآرائه المتشددة.

## المشتبه بهم
- ميكائيل داود (ولد محمد رشيد)، [9] 39، من أقلية الأويغور الصينية. جاء إلى النرويج لاجئا في عام 1999 ومواطن نرويجي منذ عام 2007.[10][11]
- شاوان صادق سعيد بوجاك، 37 عاماً، كردي من العراق. قدم إلى النرويج عام 1999 وسمح له بالإقامة لأسباب إنسانية.[2][4]
- ديفيد جاكوبسن (مواليد أليسر عبدالليف)، [5] 31، أوزبكي. جاء إلى النرويج طالبا للجوء في عام 2002، ورُفض طلبه لكنه حصل على إقامة دائمة بناءً على لم شمل الأسرة.[2][4][12]

## التحقيق والمحاكمة
وفقًا لخدمة الأمن بالشرطة النرويجية (PST)، يُعتقد أن الرجال خططوا لصنع قنابل تعتمد على بيروكسيد الهيدروجين. تم الكشف عن أن جاكوبسن قد اتصل بـ PST قبل أشهر من الاعتقال، وأنه كان يعمل كمخبر لهم. نظرًا لكونها تحت المراقبة المكثفة، تمكنت الشرطة النرويجية من استبدال المواد الكيميائية الخطرة التي يعتقد أن الخلية قد حصلت عليها بأخرى غير ضارة.
في سبتمبر، اعترف بوجاك بأنه خطط لتفجير صحيفة يولاندس بوستن الدنماركية  وإطلاق النار على رسام الكاريكاتير كورت ويسترغارد مع دافود. في تصريح لوكالة أسوشيتد برس، أكد برينجار ميلينج، محامي الدفاع عن بوجاك، أن موكله أقر بأنه متورط في المؤامرة. قال ميلينج: «يقول إنه من الضروري أن يقول الحقيقة، مثله مثل المسلم الحقيقي». «من المهم ألا تكون القضية أكثر خطورة مما كانت عليه من قبل ولن تسبب أذى للمسلمين أكثر مما تسبب بالفعل». قام الرجال الثلاثة بتغيير أسمائهم في أعقاب الجدل حول الرسوم الكاريكاتورية لمحمد في يولاندس بوستن.  بعد بضعة أيام، ادعى الجاني الرئيسي المشتبه به ميكائيل داود أنه خطط لتفجير السفارة الصينية ومصالح صينية أخرى في أوسلو وأجزاء أخرى من النرويج كجزء من ثأر شخصي بسبب معاملة الأويغور العرقيين في الصين، دون علمهم بذلك. المشتبه بهم الآخرين. كان من الممكن أن تتجنب المؤامرة الفردية بشكل خاص إصدار الأحكام الأكثر صرامة بموجب قوانين مكافحة الإرهاب في النرويج والتي تتطلب من الشخص التورط في مؤامرة مع شخص آخر على الأقل.
في 30 يناير 2012، أدانت محكمة منطقة أوسلو دافود وبوجاك بتهمة التآمر لارتكاب أعمال إرهابية ضد جيلاندس بوستن في كوبنهاغن  أو آرهوس، بينما رفضت مزاعم داود بوجود خطط لتفجير السفارة الصينية. حُكم على داود بالسجن سبع سنوات، وعلى باجوك بالسجن ثلاث سنوات ونصف، بينما تمت تبرئة جاكوبسن من تهم الإرهاب. وأدين الثلاثة بإنتاج متفجرات.
تم تأييد الأحكام بعد الاستئناف أمام محكمة استئناف بورغارتينج وأخيراً المحكمة العليا في النرويج، مع رفع حكم داود إلى ثماني سنوات.